# Rosenbach/Vogtl.
Rosenbach/Vogtl., Rosenbach/Vogtland – gmina w Niemczech, w kraju związkowym Saksonia, w okręgu administracyjnym Chemnitz, w powiecie Vogtland. Powstała 1 stycznia 2011 z połączenia trzech gmin: Leubnitz, Mehltheuer oraz Syrau.